# Nephelomys meridensis
Nephelomys meridensis är en gnagare i familjen hamsterartade gnagare som förekommer i norra Sydamerika. Arten listades tidigare i släktet risråttor och tidvis som underart till Nephelomys albigularis.
Arten blir utan svans 135 till 160 mm lång och svansen är med cirka 170 mm längre. På ovansidan är pälsen lång och tät. Undersidan kännetecknas av en ljus fläck på bröstet. Sällan förekommer flera ljusa fläckar på undersidan.
Utbredningsområdet ligger i västra Venezuela söder om Maracaibosjön. Denna gnagare lever i bergstrakter mellan 1500 och 3250 meter över havet. Arten vistas i bergsskogar och i trädgrupper i landskapet Páramo. Individerna gömmer sig i lövskiktet, under träbitar eller mellan rötter. De vistas på marken och har växtdelar samt smådjur som föda. Utanför parningstiden lever varje exemplar ensam.
För beståndet är inga hot kända och hela populationen anses vara stabil. IUCN listar arten som livskraftig (LC).